# 중간생산물
중간생산물(中間生産物)은 그 생산물이 주로 타산업의 원료·기계 그 밖의 중간재로서 팔리는 생성물을 뜻한다. 이를 생성하는 산업을 중간재 산업이라 하며 철강업·기초화학공업·산업기계공업 등이 있다.
중간재 산업은 일반적으로 생산재(원료나 재료)를 생산하고 최종재산업은 소비재를 생산한다. 그러나 기계 등의 투자를 최종 수요에 포함시켜서 이것을 중간재와 구별하는 경우도 있다.

## 같이 보기
- 최종생산물